# Megachile tenuicincta
Megachile tenuicincta är en biart som beskrevs av Cockerell 1929. Megachile tenuicincta ingår i släktet tapetserarbin, och familjen buksamlarbin. Inga underarter finns listade i Catalogue of Life.